# Gamerki Wielkie (stacja kolejowa)
Gamerki Wielkie – stacja kolejowa w Polsce, położona w województwie warmińsko-mazurskim, w powiecie olsztyńskim, w gminie Jonkowo. Stacja Gamerki Wielkie znajduje się na trasie linii kolejowej Gdańsk- Elbląg-Olsztyn. W pobliżu stacji kolejowej ok. 100 m znajduje się przystanek autobusowy.

## Ruch pasażerski
| Rok  | Wymiana pasażerska na dobę |
| ---- | -------------------------- |
| 2017 | 100-149                    |
| 2022 | 100-149                    |